# FC Avenir Beggen
FC Avenir Beggen este un club de fotbal din cartierul Beggen, Luxemburg.

## Titluri
- Campionatul Luxemburgului

Câștigători (6): 1968–69, 1981–82, 1983–84, 1985–86, 1992–93, 1993–94
Locul al doilea (5): 1974–75, 1982–83, 1986–87, 1989–90, 1991–92
- Cupa Luxemburgului

Câștigători (7): 1982–83, 1983–84, 1986–87, 1991–92, 1992–93, 1993–94, 2001–02
Locul al doilea (4): 1973–74, 1987–88, 1988–89, 1997–98

## Legături externe
- Site oficial